# Marcin Wasilewski (musicus)

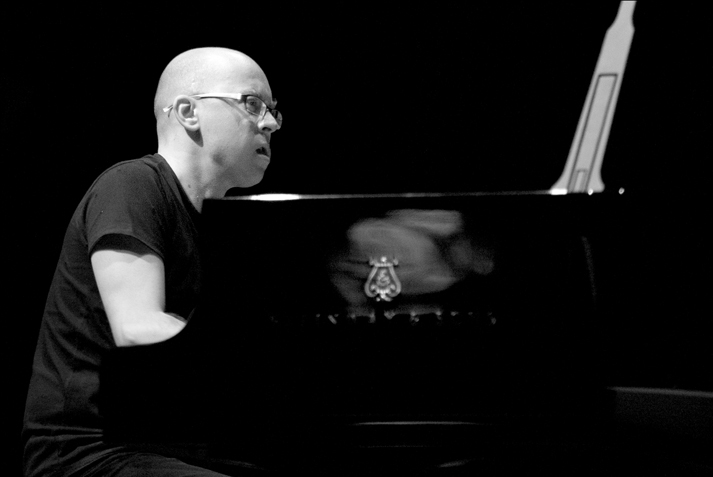
Marcin Wasilewski, 2008

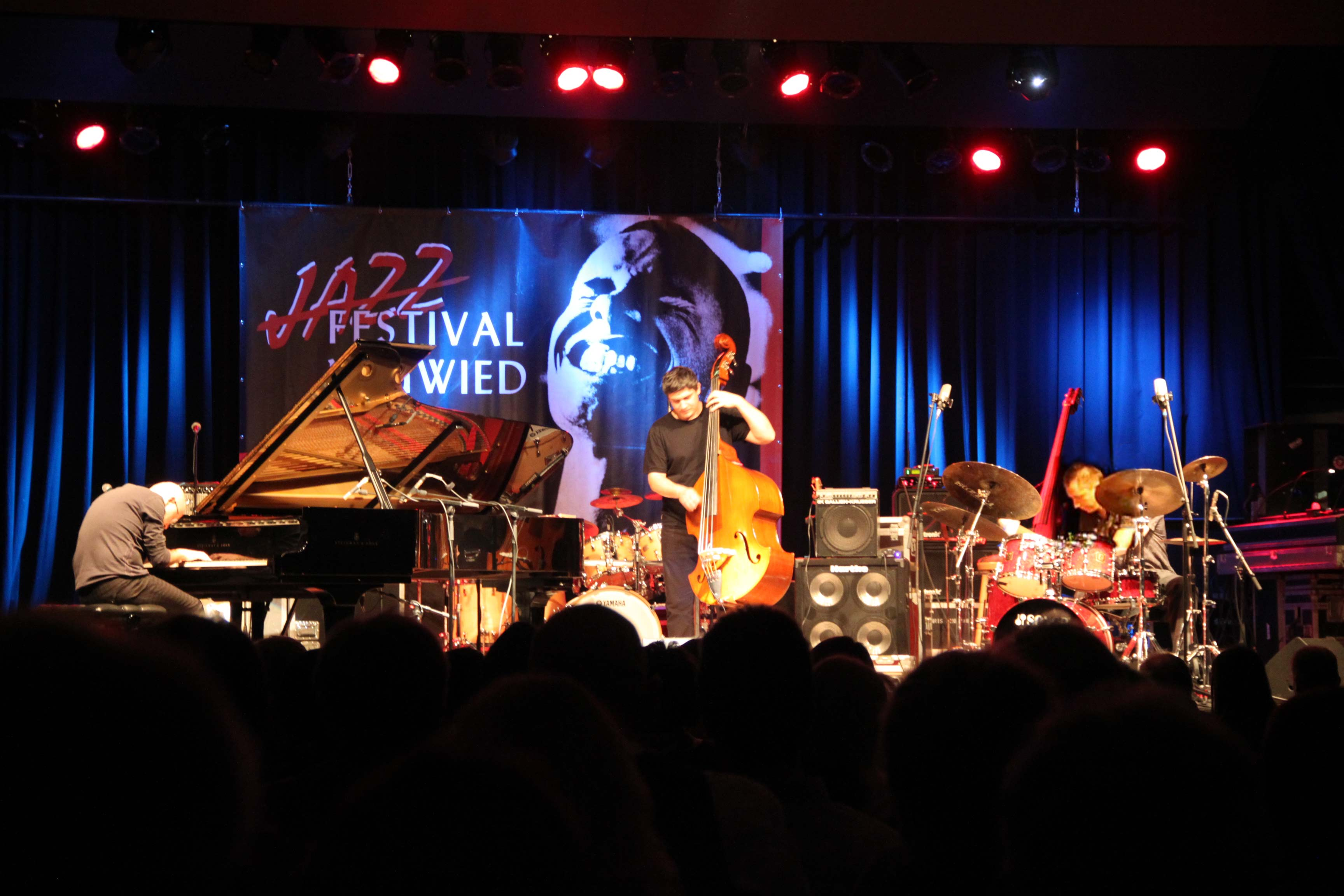
Het Marcin Wasilewski Trio, Neuwied 2011

Marcin Wasilewski (Polen, 1975) is een Pools jazzpianist. 
Wasilewski ontmoette Sławomir Kurkiewicz op de Muziekhogeschool van Koszalin en zij speelden vanaf dan al jazz. In 1991 startten ze hun eigen trio en worden al ontdekt door een andere Poolse jazzmusicus Tomasz Stanko, die dan even zonder band zit. Zij gaan mee op tournee. In 1993 wordt de slagwerker vervangen door Michał Miskiewicz. Ze gaan toeren zonder Stanko onder de naam Simple Acoustic Trio en nemen diverse muziekalbums op voor plaatselijke platenlabels. In 2004 komt hun carrière van de grond als ze als Simple Acoustic Trio een album mogen opnemen voor ECM Records. Ondertussen speelden ze al mee op albums van hun ontdekker Stanko. In april 2008 toeren ze zelf, maar ook als begeleiders van Manu Katché, op wiens albums zij ook meespeelden.

## Discografie
- 2001: Soul of Things (Stanko)
- 2003: Suspended Night (Stanko)
- 2004: Simple Acoustic Trio (Wasilewski)
- 2005: Lontano (Stanko)
- 2008: January (Wasilewski)
- 2011: Faithful (Marcin Wasilewski Trio)
- 2014: Spark of Life (Marcin Wasilewski Trio met Joakim Milder)
- 2018: Live (Marcin Wasilewski Trio)
- 2020: Arctic Riff (Marcin Wasilewski Trio met Joe Lovano)
- 2021: En attendant (Marcin Wasilewski Trio)

- Bibsys: 6032035
- Bibliothèque nationale de France: cb146168207 (data)
- Gemeinsame Normdatei: 135401089
- International Standard Name Identifier: 0000 0001 1950 1604
- Library of Congress Control Number: no2004067369
- MusicBrainz: abb2486a-2216-456e-a73c-b71488bba5ed
- Nationale Bibliotheek van Tsjechië: xx0141347
- Réseau des bibliothèques de Suisse occidentale: 02-A008985456
- Système universitaire de documentation: 085677426
- Virtual International Authority File: 56325849
- WorldCat: E39PBJyRC7Bdq9phCPtJfxwpyd